# مهرجان كان السينمائي 2014
مهرجان كان السينمائي 2014، هو النسخة السابعة والستون من هذا المهرجان والتي ستقع بين 14 و 25 مايو 2014 في قصر المهرجانات في مدينة كان الفرنسية. رئيسة حكام هذه الدورة هي النيوزيلندية جان كامبيون.

## الأحداث والوقائع البارزة
أعلن منظموا هذه الدورة في 7 يناير 2014 أن النيوزيلندية جان كامبيون ستترأس لجنة تحكيم الدورة السابعة والستون للمهرجان. تعتبر كامبيون المخرجة الوحيدة الفائزة بالسعفة الذهبية (عن فيلم البيانو)، وكذلك أول مخرجة تتحصل على السعفة الذهبية للفيلم القصير (عن فيلم تمرين في الانضباط) فضلا عن كونها الشخصية الوحيدة في عالم السينما التي تحصلت على الجائزتين. ترأست لجنة تحكيم الأفلام القصيرة لسيني فونداسيون التابع لمهرجان كان سنة 2013.

في 24 يناير 2014 أعلن المهرجان أن فيلم جريس أميرة موناكو لمخرجه اوليفيه داهان سيكون مفتتح هذه النسخة. نيكول كيدمان التي تؤدي دور غريس كيلي وتيم روث الذي يلعب دور رينيه الثالث من موناكو سيكونان بطلا هذا الفيلم. كيدمان كانت عضوة لجنة التحكيم الرسمية في النسخة السابقة وروث كان عضو لجنة تحكيم أن سيرتان ريغارد سنة 2012 والكاميرا الذهبية سنة 2004 التابعتين كلاهما لمهرجان كان، وكذلك رئيس لجنة تحكيم الأفلام الطويلة سنة 2006.

في 6 مارس 2014 تم الإعلان عن أسماء أعضاء لجنة تحكيم الأفلام القصيرة برئاسة المخرج الإيراني عباس كيارستمي، يذكر أن كيارستمي كان عضو لجنة تحكيم الأفلام الطويلة سنة 1993، والأفلام القصيرة 2002، ورئيس لجنة تحكيم جائزة الكاميرا الذهبية سنة 2005. الفرنسية نويمي لفوفسكي والتشادي محمد الصالح هارون (عضو لجنة تحكيم الأفلام الطويلة سنة 2011) هما أعضاء أيضا في هذه الهيئة.

## لجنة التحكيم

### الأفلام الطويلة
| الصورة | الاسم                      | المهنة                    | الجنسية          |
| ------ | -------------------------- | ------------------------- | ---------------- |
|        | جان كامبيون (رئيسة الهيئة) | مخرجة وكاتبة سيناريو      | نيوزيلندا        |
|        | كارول بوكيه                | ممثلة                     | فرنسا            |
|        | صوفيا كوبولا               | مخرجة وكاتبة سيناريو      | الولايات المتحدة |
|        | ويليم دافو                 | ممثل                      | الولايات المتحدة |
|        | جون دو يون                 | ممثلة                     | كوريا الجنوبية   |
|        | غايل غارسيا برنال          | ممثل ومخرج ومنتج          | المكسيك          |
|        | ليلى حاتمي                 | ممثلة                     | إيران            |
|        | نيكولا ويندينغ رفن         | مخرج وكاتب سيناريو ومنتج  | الدنمارك         |
|        | جا جنكي                    | مخرجة وكاتب سيناريو ومنتج | الصين            |

### الأفلام القصيرة
| الاسم                        | المهنة       | الجنسية  |
| ---------------------------- | ------------ | -------- |
| عباس كيارستمي (رئيسة الهيئة) | مخرج         | إيران    |
| نويمي لفوفسكي                | مخرجة وممثلة | فرنسا    |
| دانييلا توماس                | مخرجة وفنانة | البرازيل |
| محمد الصالح هارون            | مخرج         | تشاد     |
| جواكيم ترييه                 | مخرج         | النرويج  |

## الجوائز

### الجوائز الرسمية

#### أفلام طويلة
| الجائزة            | الفائز                                                     | الدولة                           |
| ------------------ | ---------------------------------------------------------- | -------------------------------- |
| السعفة الذهبية     | النوم في فصل الشتاء للمخرج نوري بيلج سيلان                 | تركيا                            |
| الجائزة الكبرى     | عجائب الدنيا للمخرج أليس روهرواشر                          | إيطاليا                          |
| جائزة أفضل ممثل    | تيموثي ليونارد سبال عن فيلم السيد تورنر                    | المملكة المتحدة                  |
| جائزة أفضل ممثلة   | جوليان مور عن فيلم خرائط النجوم                            | الولايات المتحدة المملكة المتحدة |
| جائزة أفضل إخراج   | بينات ميلر عن فيلم فوكسكاتشر                               | الولايات المتحدة                 |
| جائزة أفضل سيناريو | أندري زفياغينتسيف وأولاغ ناجين عن فيلم ليفيثان             | روسيا                            |
| جائزة لجنة التحكيم | مومي للمخرج كزافييه دولان الوداع للغة للمخرج جان-لوك غودار | كندا · سويسرا فرنسا              |

#### الأفلام القصيرة
| الجائزة              | الفائز                                                        | الدولة                   |
| -------------------- | ------------------------------------------------------------- | ------------------------ |
| جائزة أفضل فيلم قصير | لايدي للمخرج سيمون ميسا سوتو                                  | كولومبيا المملكة المتحدة |
| شهائد خاصة           | آيسا للمخرج كليمون تريهان لالان يس وي لوف للمخرج هالفار ويتزو | فرنسا · النرويج          |

#### أن سرتان ريغارد
| الجائزة                        | الفائز                                                        | الدولة               |
| ------------------------------ | ------------------------------------------------------------- | -------------------- |
| جائزة أن سرتان ريغارد          | وايت غاد للمخرج كورنل موندروسو                                | المجر ألمانيا السويد |
| جائزة لجنة التحكيم             | القوة القاهرة للمخرج روبن أوستلوند                            | السويد               |
| الجائزة الخاصة أن سرتان ريغارد | ملح الأرض للمخرجين فيم فيندرز وجوليانو ريبيرو سلغادو          | البرازيل             |
| جائزة الجميع                   | حفلة الفتاة للمخرجين ماري أماشكوكلي وكلار بورجيه وصمويال تايس | فرنسا                |
| جائزة أفضل ممثل                | دافيد غولبيليل عن فيلم بلاد تشارلي                            | أستراليا             |

#### سينيفونداسيون
| الجائزة         | الفائز                                                                | الدولة                                                                                   |
| --------------- | --------------------------------------------------------------------- | ---------------------------------------------------------------------------------------- |
| الجائزة الأولى  | شانك للمخرج أني سيلفرستاين                                            | جامعة تكساس - الولايات المتحدة                                                           |
| الجائزة الثانية | أوه لاكي! للمخرج أتسوكو هيراياناغي                                    | مدرسة تيش العليا للفنون - سنغافورة                                                       |
| الجائزة الثالثة | ليفيتو مادري للمخرج فولفيو ريزوليو ذو بيغر بيكتشر للمخرج دايزي جاكوبز | المركز التجريبي للسينما - إيطاليا · المدرسة الوطنية للسينما والتلفزيون - المملكة المتحدة |

### الكاميرا الذهبية
| الجائزة          | الفائز                                                        | الدولة |
| ---------------- | ------------------------------------------------------------- | ------ |
| الكاميرا الذهبية | حفلة البنات للمخرجين ماري أماشوكلي وكلار بورجيه وصامويال ثايس | فرنسا  |

### خمسة عشر مخرج
| الجائزة                                                      | الفائز                                | الدولة   |
| ------------------------------------------------------------ | ------------------------------------- | -------- |
| جائزة سينما الفن (CICAE) جائزة SACD جائزة سينما علامة أوروبا | المقاتلين للمخرج توماس كايي           | فرنسا    |
| جائزة إيلي للأفلام القصيرة                                   | سيم كوراكاو للمخرج نورماند وتياو تياو | البرازيل |
| جائزة إيلي للأفلام القصيرة - جائزة خاصة                      | تريسي سي برين بيريتي للمخرج رادو جود  | رومانيا  |
| المدير الفني الذهبي                                          | المخرج آلان رينيه (بعد وفاته)         | فرنسا    |

### أسبوع النقد
| الجائزة                                                                | الفائز                               | الدولة          |
| ---------------------------------------------------------------------- | ------------------------------------ | --------------- |
| الجائزة الكبرى لأسبوع النقد جائزة الوحي فرنسا 4 مساعدة مؤسسة غان للنشر | ذو تريب للمخرج ميروسلاف سلابوشبيتسكي | أوكرانيا        |
| جائزة SACD                                                             | هوب للمخرج بوريس لوجكين              | فرنسا           |
| جائزة الإستكشاف سوني سيني ألتا للأفلام القصيرة                         | أ كيامبرا للمخرج جوناس كرابينيانو    | إيطاليا         |
| جائزة كنال+ للأفلام القصيرة                                            | كروكوديل للمخرج غاييل دوني           | المملكة المتحدة |

### جوائز أخرى
| الجائزة | الفائز | الدولة                                        |
| --- | --- | --------------------------------------------- |
| جائزة فيبريسي - مسابقة جائزة فيبريسي - أن سرتان ريغارد جائزة فيبريسي - خمسة عشر مخرج                                      | النوم في فصل الشتاء للمخرج نوري بيلج سيلان جوخا للمخرج ليساندرو ألونسو المقاتلين للمخرج توماس كايي                                                           | تركيا · الأرجنتين · فرنسا                     |
| جائزة لجنة التحكيم المسكونية - مسابقة جائزة لجنة التحكيم المسكونية - شهادة خاصة جائزة لجنة التحكيم المسكونية - جائزة خاصة | تمبكتو للمخرج عبد الرحمان سيساكو ملح الأرض للمخرجين فيم فيندرز وجوليانو ريبيرو سالغادو وكذلك لا بال جوناس للمخرج جام روزالس يومان وليلة للمخرج الأخوة داردان | موريتانيا فرنسا · البرازيل و إسبانيا · بلجيكا |
| جائزة فرنسوا شاليه - مسابقة جائزة فرنسوا شاليه - شهادة خاصة                                                               | تمبكتو للمخرج عبد الرحمان سيساكو ملح الأرض للمخرجين فيم فيندرز وجوليانو ريبيرو سالغادو                                                                       | موريتانيا فرنسا · البرازيل                    |
| كأس شوبارد - الوحي النسائي كأس شوبارد - الوحي الرجالي                                                                     | أديل إكساركوبولس لوجان ليرمان | فرنسا · الولايات المتحدة                      |
| جائزة فولكان للفنان التقني                                                                                                | ديك بوب عن فيلم السيد تورنر (التصوير) | المملكة المتحدة                               |
| سعفة الشواذ | برايد للمخرج ماثيو واركوس | المملكة المتحدة                               |
| سعفة الكلب - السعفة سعفة الكلب - جائزة خاصة                                                                               | لوك وبودي عن فيلم وايت غاد روكسي عن فيلم الوداع إلى اللغة | المجر · فرنسا                                 |

## مقالات ذات صلة
- مهرجان كان السينمائي
- مهرجان برلين السينمائي (2014)
- مهرجان البندقية السينمائي (2014)

## روابط خارجية
- الموقع الرسمي.
- مهرجان كان السينمائي على قاعدة بيانات الأفلام.
- مهرجان كان السينمائي على موقع ألوسينيه.